# ネーウ・ナー
「ネーウ・ナー」（แนวหน้า）は、タイのタイ語日刊新聞。1979年1月22日 に創刊。ネーウ・ナー新聞社が発行。公称9,000部。

## 概要
ネーウ・ナー紙はワッチャラ・ペットトーン（วัชระ เพชรทอง）によって創刊された。社のモットーは、『堅実・実直』（มั่นคง ตรงไป ตรงมา）である。